# Ivan Fëdorovič Okladskij
Ivan Fëdorovič Okladskij, in russo Иван Федорович Окладский? (Oklad, 1859 – Leningrado, 1925), è stato un operaio russo.
Militante di Narodnaja Volja e condannato a morte nel 1880, ottenne la libertà in cambio della collaborazione con la polizia politica zarista.

## Biografia
Figlio di contadini originari di Oklad, villaggio da cui presero il nome, e trasferitisi a Pietroburgo dove esercitarono un'attività commerciale, imparò il mestiere di elettricista. Nel 1874 era a Odessa, dove fece parte dell'organizzazione rivoluzionaria Unione degli operai della Russia meridionale. Nel settembre del 1879 conobbe a Char'kov Andrej Željabov che lo introdusse in Narodnaja Volja e lo invitò a partecipare alla preparazione degli attentati contro la vita dello zar Alessandro II.
In novembre si stabilì ad Aleksandrovsk con Željabov, Tichonov, Presnjakov, Kibal'čič, Isaev e Teterka. Sotto la linea ferroviaria non lontana dalla stazione della città fu effettuato uno scavo e vi furono piazzati due cilindri di esplosivo ma quando, al passaggio del treno imperiale, Okladskij e Željabov cercarono di far brillare le mine, non si produsse nessuna esplosione, sembra per un errore tecnico compiuto da Željabov.
Arrestato a Pietroburgo il 16 luglio 1880, Okladskij fu tra i sedici imputati del processo celebrato dal 6 all'11 novembre 1880, alla fine del quale fu condannato a morte insieme con Aleksandr Kvjatkovskij, Presnjakov, Tichonov e Stepan Širjaev. I primi due salirono sul patibolo il 16 novembre, mentre a Okladskij, Tichonov e Širjaev la pena di morte fu commutata nel carcere a vita.
Durante il processo Okladskij si era comportato con molta dignità. Alla domanda del presidente a quale religione appartenesse, aveva risposto che la sua religione era «il socialismo rivoluzionario», e nelle dichiarazioni finali aveva affermato di considerare un'offesa un'eventuale mitigazione della pena. Ma quando Komarov, il capo della gendarmeria di Pietroburgo, gli fece visita in carcere la sera del 14 novembre proponendogli di collaborare con la polizia in cambio della vita, egli accettò immediatamente. Komarov riferì subito al procuratore generale Pleve: «Okladskij ha abboccato».
Il 15 novembre il ministro degli Interni Loris-Melikov telegrafò allo zar, proponendo di limitare la condanna capitale ai soli Kvjatkovskij e Presnjakov, e Alessandro II fu d'accordo. Tenuto in isolamento nella fortezza Pietro e Paolo, Okladskij rivelò le sedi clandestine di Narodnaja Volja situate nelle vie Podol'skaja e Bol'šaja Pod'jačeskaja e furono arrestati Fridenson, Barannikov, Kolodkevič, Kletočnikov, Zlatopol'skij, Trigoni, Željabov e Frolenko. A Okladskij furono segretamente mostrati gli arrestati e lui li identificò con il loro vero nome.
Dopo una prima proposta di esiliarlo in Siberia, il 27 ottobre 1882 le autorità decisero di confinare Okladskij a Tiflis. La scelta di quella regione era motivata dal fatto che la sua attività di delatore era impossibile tanto nella capitale quanto nel sud della Russia, dove egli era ben conosciuto. Inoltre, poiché una così rilevante riduzione di pena avrebbe destato sospetti, gli fu cambiato il nome in Ivan Ivanov e il suo trasferimento nel Caucaso avvenne in tutta segretezza. Laggiù egli avrebbe assunto la figura di un oppositore del regime condannato per reati politici minori e avrebbe così avuto la possibilità di prendere contatto con gli ambienti rivoluzionari della zona, informando le autorità.
Nel gennaio del 1883 fu trasferito a Tiflis. Lungo il viaggio, a Char'kov gli fu mostrata, per il riconoscimento, Vera Figner, che allora viveva sotto falso nome in quella città. A Tiflis gli fu attribuito il nome di Ivan Aleksandrov e assegnato uno stipendio mensile di 150 rubli. Nell'ottobre del 1888 fu convocato a Pietroburgo dove fu ricevuto dal capo della polizia Durnovo, che gli assegnò il compito di infiltrarsi nei circoli rivoluzionari attivi nella capitale.

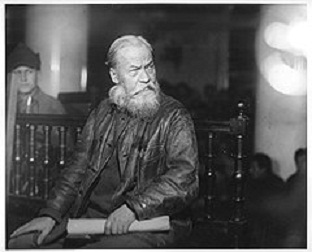
Leningrado 1925: Okladskij a processo

In collaborazione con l'altro infiltrato Harting-Landezen, nel giugno del 1890 fece arrestare i membri del circolo clandestino Istomin. Il 23 settembre 1891 ottenne dal ministero degli Interni il perdono dei passati reati, il titolo di cittadino onorario e il nuovo nome di Ivan Aleksandrovič Petrovskij. A Pietroburgo si fece una famiglia, acquistò un appartamento di cinque stanze, si fece crescere la barba e lavorò come meccanico in una fabbrica, evitando ogni rapporto con i gruppi rivoluzionari. Su sua richiesta, il 10 settembre 1903 il Senato gli concesse l'ereditarietà del titolo.
Con la Rivoluzione del 1917 perse l'appannaggio della polizia segreta e soprattutto cominciò a temere di essere riconosciuto. Lasciò la capitale e visse nella Russia centrale per cinque anni. Nel 1922 tornò a Pietrogrado e s'impiegò da elettricista nella fabbrica Krasnaja zarja. Abbonato alla rivista « Byloe », che pubblicava spesso materiali sul passato rivoluzionario della Russia, un giorno decise di inviarle una sua breve biografia, descrivendosi come Ivan Petrovskij, un vecchio populista che aveva trascorso due anni nella fortezza Pietro e Paolo.
Forse Okladskij non sapeva che quella rivista aveva già pubblicato nel 1918 l'articolo di Nikolaj Tjutšev Il destino di Ivan Okladskij, che grazie all'apertura degli archivi della polizia segreta zarista, aveva rivelato, oltre ai suoi trascorsi in Narodnaja Volja, anche le sue collaborazioni con l'Ochrana e i vari falsi nomi che egli aveva assunto, compreso l'attuale. Così, nel 1924 Okladskij-Petrovskij fu arrestato a Leningrado.
Dopo i primi tentativi di negare ogni cosa, l'evidenza delle prove lo costrinse ad ammettere le sue responsabilità. Processato dal 10 gennaio 1925, il 14 gennaio la sentenza del tribunale lo condannava a morte, pena contestualmente commutata in 10 anni di prigione a motivo della sua età avanzata e del lungo tempo trascorso dai reati commessi. Okladskij morì in carcere pochi mesi dopo.